# Stenica
Stenica je naselje v Občini Vitanje.